# Стрижов, Геннадий Сергеевич
Геннадий Сергеевич Стрижов — советский хозяйственный, государственный и политический деятель.

## Биография
Член КПСС.
С 1957 года — на хозяйственной, общественной и политической работе. В 1957—1990 гг. — инженер-конструктор, заместитель заведующего отделом НПО по технологии машиностроения, секретарь парткома «ЦНИИТМАШ», заместитель заведующего отделом науки и вузов Московского горкома КПСС, первый секретарь Калининского райкома КПСС города Москвы, заместитель заведующего Отделом науки и учебных заведений ЦК КПСС, заместитель Председателя Бюро Совета Министров СССР по социальному развитию.
Делегат XXII и XXV съездов КПСС.
За создание и широкое промышленное внедрение комплекса уникального оборудования и принципиально новых технологических процессов производства однослойных и биметаллических изделий ответственного назначения был в составе коллектива удостоен Государственной премии СССР в области науки и техники 1980 года.
Умер после 1995 года.